# Tony Sbarbaro
Pour les articles homonymes, voir Sbarbaro.
Antonio Sbarbaro, dit Tony Sbarbaro ou Tony Spargo, est un batteur et joueur de kazoo de jazz américain, né le 27 juin 1897 à La Nouvelle-Orléans et mort le 3 octobre 1963 à Forest Hill (New York).
Il fait ses débuts avec le Frayle Brothers Band puis avec le Reliance Band de Papa Jack Laine et avec Merritt Brunies (en). Tony Sbarbaro ou Spargo (il s'est produit sous ces deux noms) a sa place dans l'histoire du jazz pour avoir été batteur de l'Original Dixieland Jazz Band, premier groupe de jazz à avoir enregistré un disque en 1917, qu'il a intégré en 1916 en remplacement de Johnny Stein. Après la dissolution de l'ODJB en 1925, il a dirigé son propre orchestre à New York. On a pu aussi l'entendre aux côtés de Phil Napoleon, Miff Mole, Tony Parenti, Pee Wee Erwin (en), Eddie Condon et d'autres formations de dixieland.

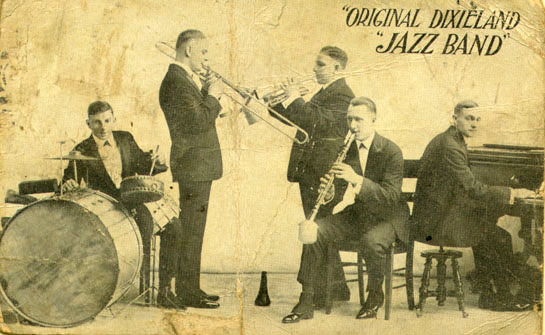
Tony Sbarbaro à gauche, avec Eddie Edwards, Nick La Rocca, Larry Shields et Henry Ragas en 1918.